# جانی آزمایشی
جانی آزمایشی یا جانی تست به انگلیسی:(Jhonny Test) یک مجموعه انیمیشنی آمریکایی و کانادایی است که توسط cooking jar و برادران وارنر ساخته شده‌است که برای اولین بار در تاریخ ۷ سپتامبر ۲۰۰۶ از تله تون کانادا پخش گردید و بعد در ۸ ژانویه ۲۰۰۸ از کارتون نتورک در ایالات متحده پخش گردید.

## پخش بین‌المللی
| کشور                   | نام کانال                                              | کانال دوم      |
| ---------------------- | ------------------------------------------------------ | -------------- |
| کانادا                 | Teletoon                                               | TELETOON ca fr |
| ایالات متحده آمریکا    | Cartoon Network                                        |                |
| فرانسه                 | +Teletoon                                              |                |
| برزیل                  | Cartoon network                                        |                |
| مکزیک                  | Cartoon newtwork la                                    |                |
| پرو                    | Cartoon newtwork la                                    |                |
| آرژانتین               | Cartoon newtwork la                                    |                |
| کاستاریکا              | Cartoon network                                        |                |
| لهستان                 | Cartoon network پخش به سه زبان پولیش، مجاری، رومانیایی |                |
| مجارستان               | Cartoon network پخش به سه زبان پولیش، مجاری، رومانیایی |                |
| رمانی                  | Cartoon network پخش به سه زبان پولیش، مجاری، رومانیایی |                |
| نروژ                   | Cartoon network                                        |                |
| سوئد                   | Cartoon network                                        |                |
| دانمارک                | Cartoon network                                        |                |
| انگلستان               | Jetix                                                  |                |
| ایرلند                 | Jetix                                                  |                |
| هلند                   | Disney xd                                              |                |
| ژاپن                   | Disney Channel japanese                                |                |
| استرالیا               | ABC me و Disney channel                                |                |
| اسپانیا                | Disney Channel spanol                                  |                |
| عربستان سعودی و امارات | MBC3 و Disney Channel ME                               |                |
| روسیه                  |                                                        |                |
| بلغارستان              |                                                        |                |
| ایتالیا                |                                                        |                |
| آلمان                  |                                                        |                |
| کره جنوبی              |                                                        |                |
| ترکیه                  | Disney channel turkye                                  |                |
| ایران                  | Gem tv                                                 | Gem junior     |
| اسرائیل                | ARUTZ HAYELADIM                                        |                |
| هند                    | Cartoon network india                                  |                |
| اندونزی                |                                                        |                |